# Distoleon canariensis
Distoleon canariensis is een insect uit de familie van de mierenleeuwen (Myrmeleontidae), die tot de orde netvleugeligen (Neuroptera) behoort. 
Distoleon canariensis is voor het eerst wetenschappelijk beschreven door Tjeder in 1940.